# Yollada Suanyot
Yollada "Nok" Suanyot (Tailandés: เกริกก้อง "นก" สวนยศ; nacida el 18 de junio de 1983) es una política y celebridad tailandesa. El 27 de mayo de 2012, fue elegida para representar al distrito de Mueang Nan en la Organización de Administración Provincial de la Provincia de Nan en Tailandia, postulándose como política independiente. Antes de entrar en política, Suanyot había sido modelo y reina de belleza, y fue miembro del grupo pop Venus Flytrap, donde actuó bajo el nombre de "Nok". Suanyot es una mujer transgénero y fundó y preside la Asociación TransFemenina de Tailandia, que defiende los derechos de las personas transgénero. Debido a la falta de reconocimiento legal de las personas transgénero en Tailandia, su nombre masculino, tal como se le asignó al nacer, ha aparecido en la boleta electoral. Suanyot se graduó con una licenciatura en ciencias de la Universidad de Thammasat cuando tenía 21 años, tiene una maestría en ciencias políticas y actualmente está trabajando para obtener un doctorado en ciencias sociales en la Universidad de Ramkhamhaeng.